# Sigga Tuolja-Sandström
Sigga Maria Petersdotter Tuolja-Sandström, tidigare Tuolja, född 16 december 1921 i Jokkmokks församling, Norrbottens län, död 25 april 2011 i Malå församling, Västerbottens län, var en svensk lulesamisk författare och lärare. Hon har skrivit flera böcker, och har översatt den samiska nationalsången till lulesamiska. Denna översättningen är med i Norsk salmebok 2013.

## Biografi
Tuolja-Sandström växte upp med två renägande samer som verkade kring Lule älv, i synnerhet längs Guhkesvagge mellan Padjelanta (Badjelánnda) och Betsávrre. Hennes far hette Petter Tuolja. Hon gick i skola i Sitojaure och Vaikijaur, samt i folkhögskola i Sunderby folkhögskola och Tärna folkhögskola.
Tuolja-Sandström utbildade sig på lärarseminariet i Lycksele, och blev småskollärare 1946. Första lärartjänsten fick hon i Mörttjärn vid sjön med samma namn norr om Malå. Hon verkade under lång tid som lärare i Släppträsk. Som småskollärare bedrev hon bland annat undervisning i samiska, och skapade egna läromedel på lulesamiska.
Hon levde under stor del av sitt liv med sin partner Curt. Hon hade tre barn.